# Liste der Monuments historiques in Guémené-sur-Scorff
Die Liste der Monuments historiques in Guémené-sur-Scorff führt die Monuments historiques in der französischen Gemeinde Guémené-sur-Scorff auf.

## Liste der Bauwerke
| Bezeichnung       | Beschreibung | Standort                    | Kennzeichnung | Schutzstatus | Datum     | Bild |
| ----------------- | ------------ | --------------------------- | ------------- | ------------ | --------- | ---- |
| Schloss           |              | Rue du Château (Lage)       | PA00091239    | Inscrit      | 1925 2016 |      |
| Haus              |              | 1, rue Émile-Mazé (Lage)    | PA00091240    | Inscrit      | 1935      |      |
| Hôtel des Princes |              | 14, rue Joseph-Pérès (Lage) | PA56000078    | Inscrit      | 2016      |      |

## Liste der Objekte
- Monuments historiques (Objekte) in Guémené-sur-Scorff in der Base Palissy des französischen Kultusministeriums